# Inczew
Inczew – wieś w Polsce położona w województwie łódzkim, w powiecie sieradzkim, w gminie Wróblew.
W latach 1975–1998 miejscowość administracyjnie należała do województwa sieradzkiego.
Liczba ludności w 2011 roku wynosiła 285 osób.
Przez miejscowość przebiega turystyczny szlak im. Władysława Reymonta (zielony).

## Historia
Pierwsza wzmianka o wsi pochodzi z 1391 roku. W latach czterdziestych XIX wieku wieś kupił Stanisław Walewski. Było tu wzorowe, nowoczesne gospodarstwo rolne, w którym Walewscy gospodarowali do 1939 r. 

## Zabytki

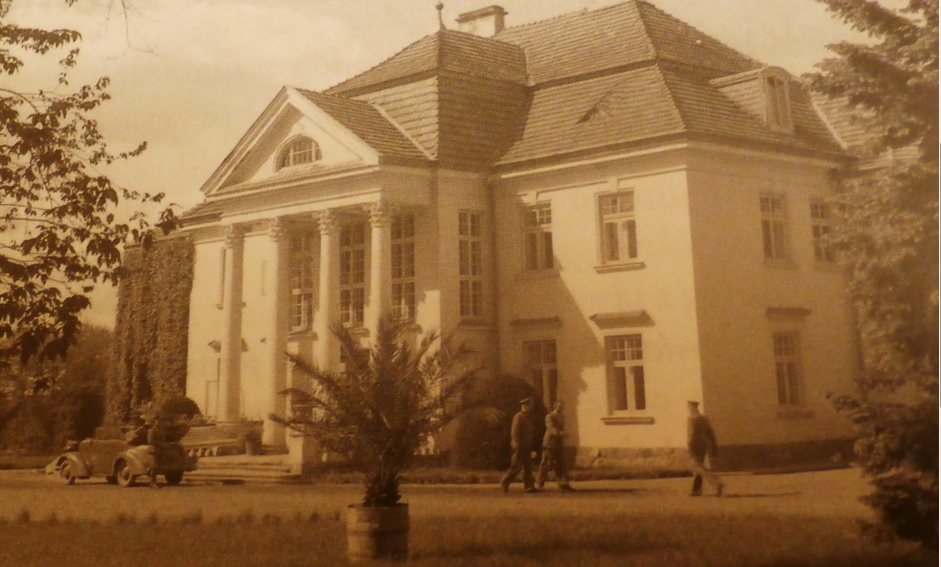
Dwór neoklasycystyczny z początku XX wieku.

- Murowany piętrowy dwór neoklasycystyczny z 1906–1908; w otoczeniu gorzelnia i współczesne dworowi budynki gospodarcze.
- Park (o pow. 3,9 ha) z alejami: grabową, lipy drobnolistne, białodrzewy i jesiony.